# アトランテFC
アトランテ・フトボル・クルブ（スペイン語: Atlante Fútbol Club）は、メキシコの首都メキシコシティに本拠地を置くサッカークラブである。1916年12月8日に創設。1943年に始まったプロリーグに最初から参加したクラブのうちの一つである。

## 歴史
1946-47シーズンにリーグ初優勝。1983年にCONCACAFチャンピオンズカップを制し初の国際タイトルを獲得した。1992-93シーズンに2度目のリーグ優勝。
2007年5月14日、観客数の減少のためメキシコシティからカリブ海沿岸のリゾート地カンクンへ本拠地を移した。2007前期リーグでは予選ラウンドを2位で通過し、決勝ラウンドではクルス・アスル、CDグアダラハラ、UNAMプーマスを破り3度目のリーグ優勝を果たした。
2008ー09シーズンにCONCACAFチャンピオンズリーグを制し、2009年12月のFIFAクラブワールドカップに出場。初戦の準々決勝でオセアニア代表のオークランド・シティFCに3-0で勝利したが、準決勝でFCバルセロナに1-3で敗れた。

## タイトル

### 国内タイトル
- メキシコリーグ (3回)
  - 1946-47, 1992-93, アペルトゥーラ2007
- メキシコカップ (3回)
  - 1941-42, 1945-46, 1948-49
- メキシコスーパーカップ (2回)
  - 1941-42, 1951-52

### 国外タイトル
- CONCACAFチャンピオンズリーグ (2回)
  - 1983, 2008-09

## 現所属メンバー
注：選手の国籍表記はFIFAの定めた代表資格ルールに基づく。
| No. | Pos. |            | 選手名                          |
| --- | ---- | ---------- | ------------------------------- |
| 1   | DF   | 赤道ギニア | ジミー・ベルムデス (第2主将)    |
| 2   | DF   | メキシコ   | クアウテモク・ドミンゲス        |
| 3   | DF   | メキシコ   | フアン・デ・ラ・バレーラ (主将) |
| 4   | MF   | メキシコ   | ペドロ・ガルシア                |
| 5   | DF   | メキシコ   | ガブリエル・エスパーニャ        |
| 6   | DF   | メキシコ   | アルフォンソ・ルーナ            |
| 7   | MF   | メキシコ   | アルド・アレマン                |
| 8   | FW   | メキシコ   | カルロス・カウイチ              |
| 9   | FW   | パラグアイ | エンソ・プロノ                  |
| 10  | MF   | パラグアイ | ダビド・メンディエタ            |
| 11  | FW   | エクアドル | カルロス・ガルセス              |
| 13  | MF   | メキシコ   | フェルナンド・エスピノサ        |
| 14  | DF   | メキシコ   | カルロス・カルボ                |
| 15  | DF   | メキシコ   | エルネスト・レジェス            |
| 16  | DF   | メキシコ   | マヌエル・マロキン              |

| No. | Pos. |            | 選手名                             |
| --- | ---- | ---------- | ---------------------------------- |
| 17  | DF   | メキシコ   | ダビド・ストリンヘル               |
| 18  | FW   | メキシコ   | ホセ・アルベルト・サンチェス       |
| 19  | DF   | メキシコ   | シェルビー・マルティネス           |
| 20  | DF   | メキシコ   | オスカル・ウスカンガ               |
| 21  | GK   | メキシコ   | ヘラルド・ルイス                   |
| 22  | MF   | メキシコ   | フェルナンド・エレーラ             |
| 23  | MF   | メキシコ   | ホセ・アントニオ・メディナ         |
| 24  | MF   | メキシコ   | アンヘル・ガスパール               |
| 26  | MF   | ベネズエラ | ホセ・カラバージョ                 |
| 27  | MF   | メキシコ   | フランシスコ・ウスカンガ (第2主将) |
| 28  | MF   | メキシコ   | フランシスコ・エストラダ           |
| 30  | GK   | メキシコ   | ヘスス・ダウト                     |
| 33  | MF   | メキシコ   | ベンヒ・トゥン                     |
| 34  | DF   | メキシコ   | イルビング・スリタ                 |
| 35  | GK   | メキシコ   | エドゥアルド・ブラボ               |

## 歴代監督
- オラシオ・カサリン (1981-1984)
- フアン・カルロス・ロレンソ (1982), (1983)
- イグナシオ・トレージェス (1983-1985)
- ホセ・アントニオ・ロカ (1985-1987)
- リカルド・ラ・ボルペ (1988-1989)
- ラファエル・プエンテ (1989-1990)
- リカルド・ラ・ボルペ (1991-1996)
- ハビエル・アギーレ (1996)
- ミゲル・メヒア・バロン (1996-1998)
- フアン・アンドレス・サルリテ (1998-1999)
- アンヘル・カッパ (1999)
- エドゥアルド・レルヒス (2000)
- ロベルト・サポリティ (2000)
- マヌエル・ラプエンテ (2001)
- カルロス・レイノソ (2001-2002)
- ミゲル・エレーラ (2002-2004)
- ホセ・グアダルーペ・クルス (2004-2005)
- ペドロ・モンソン (2005)
- セルヒオ・ブエノ (2005)
- レネ・イシドロ・ガルシア (2006)
- ホセ・グアダルーペ・クルス (2007-2010)
- レネ・イシドロ・ガルシア (2010)
- エドゥアルド・バカス (2010)
- ミゲル・エレーラ (2011)
- マリオ・ガルシア (2012)
- リカルド・ラ・ボルペ (2012-2013)
- ダニエル・グスマン (2013)
- ウィルソン・グラニオラッティ (2013)
- ルベン・イスラエル (2013-2014)
- パブロ・マリーニ (2014)
- ガブリエル・ペレイラ /  ガストン・オベレド (2014-2015)
- ウィルソン・グラニオラッティ (2015)
- エドゥアルド・フェンタネス (2015-2017)
- ラウール・グティエレス (2017)
- エドゥアルド・レルヒス (暫定) (2017)
- セルヒオ・ブエノ (2017-2018)
- ガブリエル・ペレイラ (2018-2019)
- アレックス・ディエゴ (2019-2020)

## 歴代所属選手
- ルイス・ガルシア・ポスチゴ 1997
- ルイス・ガブリエル・レイ 2003-2004, 2008-2009

### GK
- グレゴリオ・ブラスコ 1946-1947
- ホルヘ・カンポス 1995-1996
- フェデリコ・ビラール 2003-2010

### DF
- ハビエル・アギーレ 1984-1986
- ジャジソン 2005

### MF
- ファビアン・エスタイ 2001-2003
- サンティアゴ・ソラーリ 2009-2010
- レイモンド・マンコ 2011

### FW
- ジョアン・カレノ 1927-1933, 1934-1940
- ルベン・アジャラ 1980-1984
- ウーゴ・サンチェス 1994-1995
- アルベルト・ルイス・デ・ソウザ 1997
- アントニオ・カルロス・サントス 1999
- ファウスティーノ・アスプリージャ 2001-2002